# Gospa Pričakovanja
Gospa Pričakovanja ali Gospa iz Mantare je melkitsko grškokatoliško marijansko svetišče v Magduchéju v Libanonu, ki ga je 8. septembra 1721 odkril mladi pastir. Za jamo, ki po legendi izvira iz antičnih časov, je pozneje skrbel monsinjor Eftemios Saïfi, melkitski katoliški škof melkitske grškokatoliške nadškofije Sidon. Svetišče je sestavljeno iz stolpa, okronanega s kipom Device z otrokom, cerkve, pokopališča in svete jame, za katero verjamejo, da je v njej počivala Devica Marija, medtem ko je čakala na Jezusa, ko je bil v Tiru in Sidonu. (V nekatera mesta ženskam ni bilo dovoljeno). Od odkritja dalje jo nenehno obiskujejo družine, zlasti vsako leto ob prazniku Marijinega rojstva 8. septembra.

## Zgodovina

### Starodavna doba
Mnogi zgodovinarji se strinjajo, da je pobožnost do Device Marije v Libanonu nadomestila feničansko čaščenje [[Astarta|Astarte]g. Templji in svetišča Astarte so bili spremenjeni v krščanske kraje čaščenja v čast Devici. To velja tudi za Magduché, kjer so v bližini Naše Gospe v pričakovanju ostanki svetišča Astarte.

### Srednji vek
Med vladavino cesarja Konstantina je njegova mati, sveta Helena Konstantinopelska, leta 324 zahtevala uničenje vseh poganskih templjev in idolov, posvečenih Astarti. Svetišče Astarte v Magduchéju je bilo verjetno takrat uničeno in spremenjeno v kraj pobožnosti do svete matere.
Od zgodnjega krščanskega obdobja so prebivalci Magduchéja častili jamo, v kateri je počivala Devica Marija, medtem ko je čakala na svojega sina Jezusa, da konča pridiganje v Sidonu. Sveta Helena je prosila tirskega škofa, naj posveti majhno kapelico v jami. Ljudem je poslala ikono matere in otroka ter nekaj oltarnega pohištva. Zgodovinarji menijo, da je Sveta Helena prosila ljudi, naj kapelo poimenujejo, ti pa so jo poimenovali »Gospa pričakovanja«, ker je tam sveta mati čakala svojega sina. Mantara je izpeljanka iz semitskega korena ntr, kar pomeni 'čakati'.
Sveta Helena je zagotovila sredstva iz cesarske zakladnice za vzdrževanje kapele. Financiranje se je nadaljevalo tri stoletja bizantinske vladavine v Feniciji, dokler Khalid ibn al-Valid ni premagal cesarja Heraklija v bitki pri Jarmuku. Medtem ko je bil kalif Omar, ki je postal vladar Jeruzalema, pobožen in skromen človek, prizanesel je najsvetejšim svetišča krščanstva in bil strpen do svojih krščanskih podanikov, so bili arabski vladarji preostalega Bizanca manj strpni do kristjanov, zlasti v obmorskih mestih. Tira, Sidona, Bejruta, Biblosa in Tripolija. Potem ko se je večina Sidoncev spreobrnila v islam, da bi prejela obljubljene privilegije in imunitete, so se prebivalci Magduchéja umaknili na višjo lego Libanonskega gorovja. Kalifat je priznal kristjane Libanonskega gorovja kot avtonomne skupnosti, ki so plačevale fiksni davek. Preden so zapustili svojo vas, so s kamenjem, zemljo in trto zakrili vhod v jamo Gospe Pričakovanja. Ljudje so zapustili vas po nejasnih gorskih poteh do trdnjav krščanskega Libanona. Legenda o Gospe pričakovanja se je tisoč let prenašala na izgnane generacije Magduchéja.
Prebivalci Magduchéja se kljub prihodu križarjev v Sidon niso vrnili v domovino svojih prednikov. Križarji so večino 12. in 13. stoletja preživeli v senci Magduchéja, ne da bi sploh posumili o obstoju svete jame, čeprav so zgradili majhno utrdbo, imenovano La Franche Garde, le nekaj metrov od skritega vhoda v jamo.

### Moderna doba
Prebivalci so se vrnili v vas prednikov šele med vladavino druijskega princa Fahredina II. (1572-1635). Princ, ki je veljal za strpnega in razsvetljenega vladarja svojega časa, je verjel v enakost med raznolikimi verskimi privrženci njegovega Libanona. Da bi dokazal to enakopravnost, je za predsednika vlade imenoval maronita katolika, muslimana za notranjega ministra, druza za poveljnika vojske in Juda za finančnega ministra. Njegova vladavina je bila redek primer nesektaštva in kmalu je postala najbolj uspešna kneževina v Osmanskem cesarstvu.
Svete jame ni bilo lahko prestaviti, čeprav so možje iz Magduchéja stotine let delali v bližini jame in podirali kamne križarske utrdbe za gradbeni material za svoje nove domove. Jamo je 8. septembra 1721 končno ponovno odkril mladi pastir, ko je ena od njegovih koz padla v vodnjaku podobno odprtino v poroznem apnencu. Pastir je hotel rešiti kozo iz trtnih vejic, jo privezal na drevo in se spustil v luknjo, vendar se je vrv strgala in je padel. Ko so se njegove oči navadile na temo jame, je deček zagledal mehak blesk zlatega predmeta, za katerega se je izkazalo, da je bila ikona Matere in otroka svete Helene. Deček je splezal na kamnite zidove in stekel v vas, da bi povedal svoje odkritje.

## Romarski kraj
Vse od ponovnega odkritja je jama Gospe Pričakovanja odprta za javnost. Postala je glavno romarsko mesto v Libanonu. Sosednji vrh hriba, kjer sta nekoč stala Jezus in Marija, je zdaj grškokatoliško pokopališče v Sidonu. Velike svečanosti potekajo vsako leto 8. septembra v spomin na ponovno odkritje svete jame.
V bližini svete jame so prebivalci Magdduchéja zgradili cerkev in sodoben stolp, okronan z bronastim kipom Device z otrokom. Stolp ponuja romarjem panoramski razgled na Sidon, Sredozemlje in bujne hribe, doline in nasade citrusov v Libanonu.